# Philematium currori
Philematium currori es una especie de escarabajo longicornio del género Philematium, tribu Callichromatini, subfamilia Cerambycinae. Fue descrita científicamente por White en 1853.

## Descripción
Mide 16-31 milímetros de longitud.

## Distribución
Se distribuye por Angola, Camerún, Costa de Marfil, Gabón, Ghana, Uganda, República Centroafricana, República Democrática del Congo, República del Congo y Tanzania.